# Alció de les Marqueses
L'alció de les Marqueses (Todiramphus godeffroyi) és una espècie d'ocell de la família dels alcedínids (Alcedinidae) que habita els manglars d'algunes illes del sud de les Marqueses.